# ۱۰۸۷ (خورشیدی)
۱۰۸۷ هزار و هشتاد و هفتمین سال هجری خورشیدی است.